# Ост-индский корабль

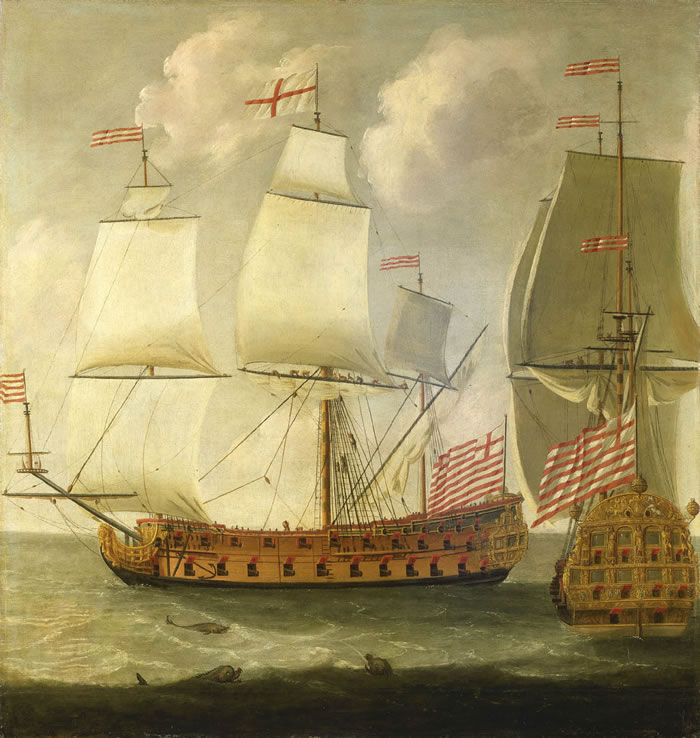
Британский ост-индский корабль XVII века

Ост-Индский корабль (англ. East Indiaman) — собирательное название; парусный торговый корабль, принадлежащий Ост-Индской компании (далее Компания), чаще всего Британской. Причём имеется в виду именно крупный торговый корабль, обычно построенный на заказ, в отличие от других типов кораблей, имевшихся у Компании. Он был основой и лицом её флота, наиболее известным и узнаваемым.
Судно ост-индского типа (явилось развитием судна типа галеон). Впервые создано в 17-м ст, по заказу специальных торговых компаний (наиболее известная Ост-Индская компания). Водоизмещение в среднем около 600 т. В сравнении с судами типа галеон: увеличено отношение длины корпуса к ширине; количество палуб определялось размерами судна и целесообразностью использования внутренних объёмов корпуса; в целях облегчения и усиления корпуса, бак и квартердек уменьшены по высоте, упрощены украшения, скульптуры и орнаменты; все три основные мачты с марселями и бушприт несли прямые паруса, на конце бушприта дополнительная маленькая мачта (английское название бушпритная фок-мачта, устанавливалась торговых и на военных судах с 16 ст.) — блинда — стеньга с прямым парусом блинд; фок и грот мачты несли брамсели, а бизань-мачта несла вверху прямой парус, а внизу- латинскую бизань; под бушпритом — прямой парус — блинд; введены добавочные паруса: лисели и ундерлисели; в середине 17-го ст. парусность судов этого типа увеличили введением стакселей; с середины 18-го ст. бушпритная фок-мачта не устанавливалась. Первоначально слабое вооружение (16-20 пушек), не обеспечивало успешного противостояния военным судам противника, и поэтому торговые суда ост-индского типа нуждались в конвойном сопровождении военных судов. В своих главных чертах (архитектура, внутренняя компоновка, конструктивное исполнение, обводы корпуса, парусное вооружение) торговое судно ост-индского типа, в течение более ста лет служило прототипом для большинства вновь строящихся более совершенных торговых и всех военных парусных судов, полностью заменивших собой суда типа галион. Вплоть до середины 19 -го столетия (вопреки технической и индустриальной революциям, созданию новых обводов корпуса и судового парового двигателя) деревянные парусные суда (торговые и военные) «ост-индского типа» оставались наиболее распространёнными..

## Появление
Первые ост-индские корабли, или для краткости ост-индцы, ничем не отличались от других «купцов» своего времени. Но по мере того, как их компания богатела, приобретала больше влияния, а её торговля расширялась, строились более крупные, лучше вооружённые и оснащённые корабли, которые со временем стали заметно отличаться от обычных «купцов» (англ. Country ships).
Например, крупнейшие корабли Голландской компании не отставали в размерах от военных. А британские и французские ост-индцы XVIII−XIX века временами реквизировались и служили в составе военно-морских флотов. В то же время случалось, что ост-индцы действительно отпугивали своим видом противника, иногда даже его боевые корабли.
Общим для всех ост-индцев был вместительный, пузатый и прочный корпус, оснащение, позволяющее совершать переходы между Индией и Европой, а также артиллерия, способная отразить местных пиратов.

## Ост-индские корабли

### Британия

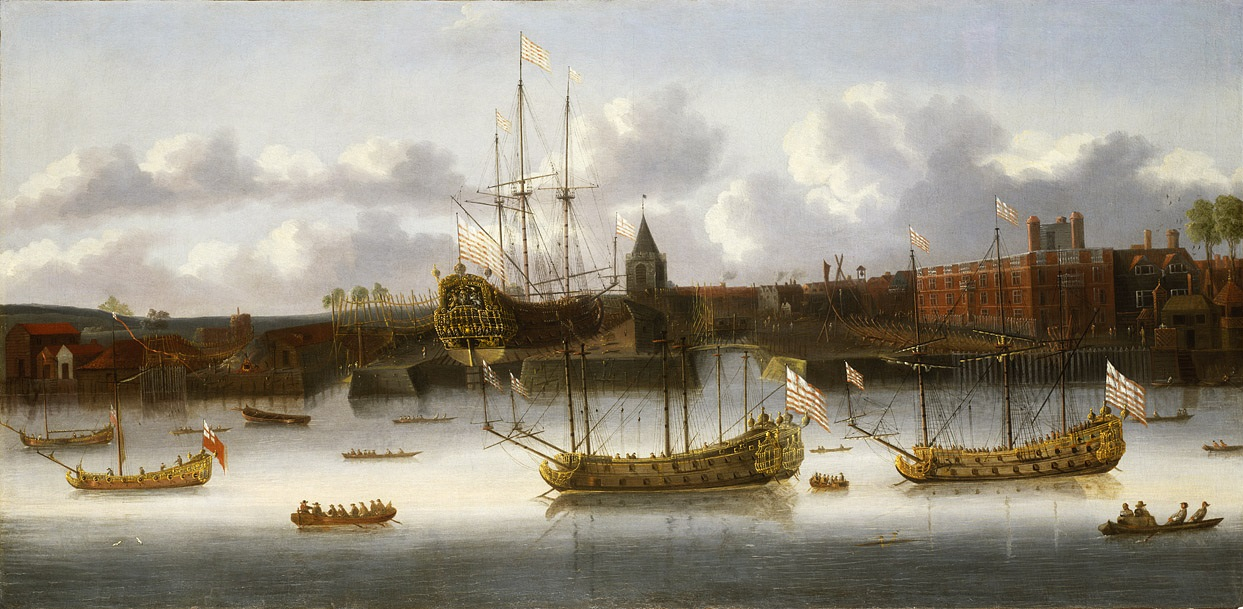
Ост-индские корабли на верфи Компании в Блэкуолл (Лондон), XVII в.

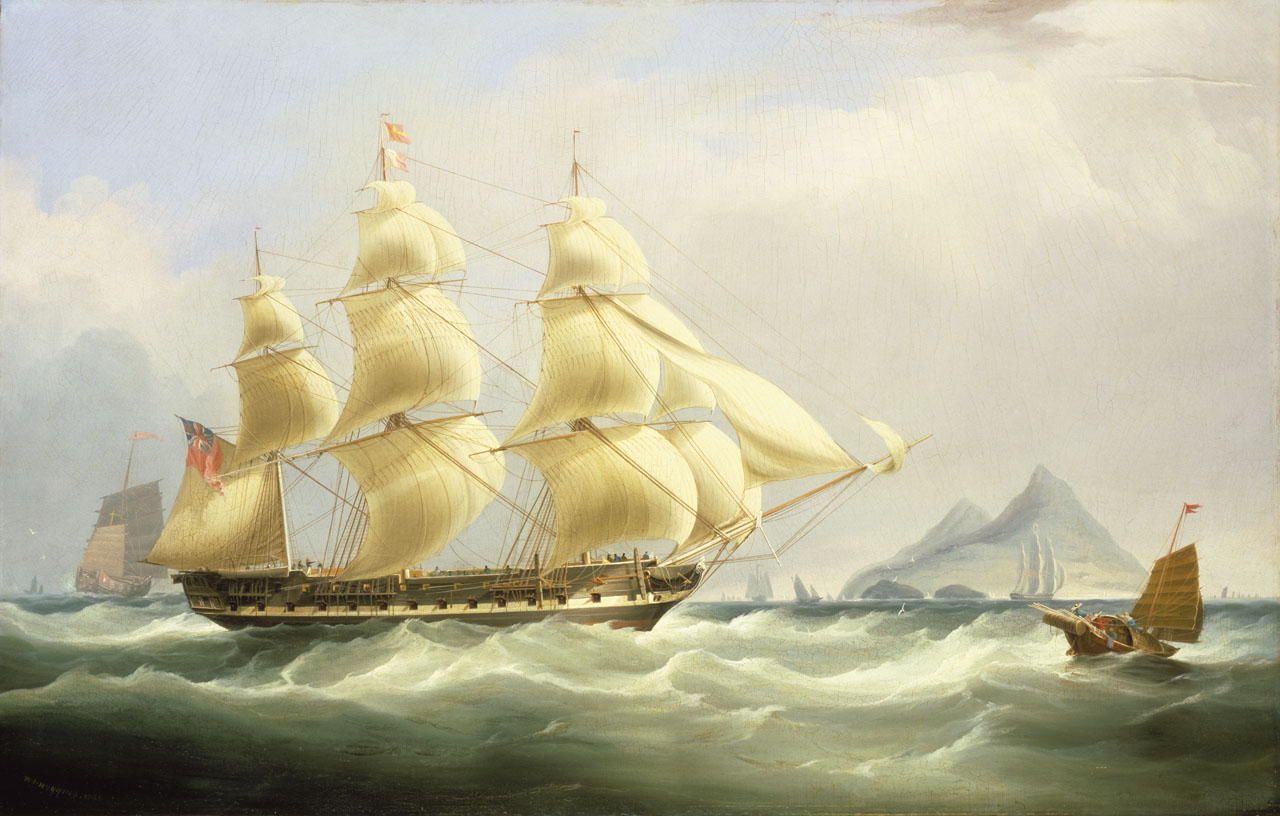
Британский ост-индский корабль HEICS Asia, 1811

В отличие от других, Британская ост-индская компания фрахтовала большинство своих кораблей на длительный срок, а не владела ими. Среди них были, однако, корабли, построенные самой Компанией на её верфях, в том числе в Бомбее, находившиеся в её прямой собственности.
Всего имеются записи о 1720 кораблях на службе Компании, из них где-то 1543 собственно ост-индских. Они-то и носили перед названием префикс HEICS (англ. Honourable East India Company Ship). Корабли раннего периода (1600−1660 годы) обычно имели тоннаж от 100 до 350 тонн и строились так же, как и другие английские «купцы». Далее, особенно после 1707 года, их размеры растут. Например, в 1680−1720 годах типичный тоннаж стал 300−350 тонн, а самые крупные доходили до 700 и более.
Появились некоторые особенности, например нарисованные на борту ложные порты, делавшие их издали похожими на боевые корабли. Со временем этот приём для отпугивания пиратов стали использовать и другие, не только ост-индцы.
К 1800 году ост-индский корабль уже хорошо отличим на глаз от обычных «купцов». Например, 958-тонный HEICS Asia (1811) имел длину 149 футов 3 дюйма (45,5 м), ширину 38 футов 9 дюймов (11,8 м), 26 пушек, команду 118 человек. Он больше, лучше вооружён, лучше содержится и более походит на военный корабль. К этому времени тоннаж самых крупных достиг 1400 тонн, и внешне они напоминали 64-пушечные линейные корабли. Однако их вооружение составляло не более 30−35 орудий, причём не пушек или карронад, а «канонад» — ещё одно изобретение Компании с целью сэкономить. Канонады не имели ни дальнобойности и точности пушек, ни разрушительной силы карронад, и против регулярного боевого корабля безусловно не годились. Численность команд редко превышала 100−150 человек, что для отражения абордажа было совершенно недостаточно. Из них меньше половины, в основном офицеры, были британцами, остальные нанимались из местных племён. Большинство составляли китайцы и ласкары.
Благодаря этому случались курьёзы. Так, зная о невысоких боевых качествах ост-индцев, 12 декабря 1803 года французский корсар всего в 12 пушек, не колеблясь, напал на два корабля, которые принял за ост-индские. На самом деле это были 74-пушечные HMS Albion и HMS Sceptre. Команда корсара разделила судьбу многих других — плавучая тюрьма до конца войны.

Условия службы на ост-индских кораблях заметно отличались от условий как в остальном торговом флоте, так и в Королевском флоте. Не было такой суровой дисциплины и такой скученности, как в набитых людьми палубах боевого корабля. Жалование, особенно офицеров, было несколько выше чем у военных моряков. Уже за одно это, а также за приём на службу дезертиров, флот недолюбливал ост-индцев. Служащим Компании — британцам разрешалось, в отличие от других торговых моряков, провозить некоторое количество «собственных» товаров, закупленных для продажи в Англии «от себя» и таким образом, в случае удачного сбыта, получать дополнительный доход. С другой стороны, моряк Компании мог быть уверен, что его ждут долгое плавание (два или более года на Восток и обратно), тропические болезни и местные опасности, при встрече с которыми полагаться можно только на себя. Кроме того, Компания пристально следила за соблюдением своей монополии, и любое подозрение могло стоить человеку всех сбережений. Формально служба на кораблях Компании давала освобождение от королевского пресса, но на деле от него не гарантировала. Что увеличивало антипатии ост-индских моряков к флоту.

Главную опасность для ост-индцев представляли стихии. Парусные корабли с прямым вооружением очень зависели от ветра и течения. Они не могли ходить круто к ветру, острый бейдевинд для них был не острее 6 румбов, а значит, выбирать путь они могли не всегда, особенно в стеснённых водах. Слишком много ветра, и приходилось оставлять самые минимальные паруса и более или менее лежать в дрейфе. Если же и штормовых парусов было многовато, плавучий якорь позволял держаться носом к ветру, но в остальном корабль был полностью неуправляем. Слишком мало ветра, и недостаток хода мог привести на мель или камни. Искусство судовождения в Век паруса стояло высоко, но было не в силах подняться над техническим уровнем времени.

Второй опасностью были крейсеры других стран. Разумеется, они нападали только во время войны. Но учитывая, что, скажем, в XVIII веке только 52 года были мирными, а 48 пришлись на войны, эта опасность не была такой уж редкой. Собственные военные корабли Компании, если случались поблизости, не давали от них достаточной защиты. Теоретически, в военное время торговлю должен защищать военно-морской флот. Он и пытался, но само расстояние до Ост-Индии означало неизбежные задержки. К тому же первой задачей флота тогда считалась борьба с флотом противника, генеральное сражение. А где как не в Европе самые лучшие шансы его дать. Кораблей для защиты торговли просто не хватало. Так, 9 августа 1780 года испанская эскадра адмирала де Кордова, несмотря на эскорт из линейного корабля и 5 фрегатов, захватила 58 из 63 торговых судов объединённого конвоя, в том числе 5 из 6 ост-индских. Урон британской экономике был исключителен (1,2 миллиона фунтов только страховых выплат), но результат встречи с боевыми кораблями более чем типичен.
Действующие во время войны приватиры, хотя и были слабее регулярных кораблей, но в отличие от последних специально выходили в море в поисках торговых судов, и встреча с ними была куда вероятнее. Ост-индцам, как правило, удавалось отбить их нападение, кроме самых сильных. И уж во всяком случае их нельзя обвинить в том, что они не пытались.
Во время конфликтов с местными правителями Индии те охотно нападали на ост-индскую торговлю, обычно на Малабарском бергу. Если поблизости не было эскорта, судьба ост-индцев была незавидна. Так в 1660 году принц Канди захватил со всей командой 230-тонный Ann. Некоторые были тут же отпущены, но капитана держали в плену 20 лет.
Местные пираты угрожали в основном в Юго-Восточной Азии и Персидском заливе. От них защита ост-индцев была вполне адекватна, разве что невезение (и опять недостаток ветра) заводили корабль в места, где пиратов слишком много, и тогда они могли подавить числом. Обычно пираты имели малые парусно-гребные суда прибрежного плавания (багалы, доу, сампаны и т. д.), и где возможно, пути ост-индцев прокладывались подальше от берегов.
Типичный рейс в Ост-Индию начинался в марте−апреле. Из Англии на Восток брали промышленные товары, предметы снабжения, военные припасы и пассажиров — обычно новых служащих или военных. Корабль, обычно в составе конвоя, проходил до Канарских островов. Дальше эскорта не было, и ост-индцы, в зависимости от того, каким колониям они доставляли груз, огибали Мыс Доброй Надежды и расходились своими путями. Если не было сюрпризов, весь переход занимал 3−4 месяца. По условиям погоды требовалось завершить это колено до начала зимних штормов в Индийском океане. В зависимости от условий на месте корабль мог менять маршрут, выполняя запросы местных чиновников Компании. Когда открылось китайское колено пути, некоторые стали продолжать путь из Индии в Китай.
Закончив переход туда, ост-индцы начинали грузить товары для обратного перехода и сосредоточиваться в отправных пунктах, одновременно ожидая благоприятной погоды. С остановками для погрузки и переговоров на местах на это уходил остаток года и начало следующего. Как правило, пунктами сбора обратного конвоя были Бомбей и Калькутта, а в Китае — Кантон, позже Гонконг. Выход из Индии подгадывали под начало муссонного сезона, конец мая — начало июня. Корабль, ходивший в Индию, возвращался в Англию через 2 года. Если же в плавание включался заход в Китай, то общий срок увеличивался до 3−4 лет. Например, та же Asia с 1811 по 1833 год сделала 10 плаваний, и все неизменно занимали по 2 года.

### Республика Соединённых провинций
Голландские ост-индцы (нидерл. VOC Schip, или Spiegelretourschip) были хорошо развиты в XVII веке. Среди них были крупные торговые корабли (собственно ост-индские), боевые корабли для охраны ост-индцев и вспомогательные, бо́льшей частью мелкие портовые. Голландская Ост-Индская компания прямо владела своими кораблями, они были её собственностью. Тогда они были лучшими представителями торгового флота Голландии, и по заслугам считались его флагманами. Так, 1100-тонный «Амстердам» (1748) легко было принять за линейный, особенно на расстоянии.
На пике развития (1669 год) Компания имела до 150 только ост-индских кораблей, не считая прочих. Типичные голландские ост-индцы XVII века имели водоизмещение до 900 тонн, длину около 45 метров и команду до 60 человек. Но самую большую известность приобрела «Батавия», не успехами или открытиями, а первым и последним путешествием 1628−1629 годов, которое закончилось крушением, мятежом и убийствами среди команды и пассажиров.
Однако позиции Голландии в Индии постепенно слабели, и со временем её ост-индцы переключились на Зондские острова, Голландскую Ост-Индию. Через сто лет, отражая упадок как Компании, так и самой страны, они уже несколько отставали технически от собратьев из других стран, а рост их размеров ограничился. Как и веком раньше, причиной были торговые соображения, но на этот раз — стремление сэкономить.

### Франция
Французская Ост-Индская компания, подобно флоту и всем доходным предприятиям страны, находилась под сильным контролем государства, а точнее, в XVII веке, министра Кольбера. У такого положения были и сильные, и слабые стороны. Покровительство короны означало, что Компания могла строить лучшие корабли и пользоваться государственными верфями, но при этом лишалась значительной доли самостоятельности и становилась негибкой, что губительно для коммерции. В результате, компания успешно действовала, пока личность и энергия Кольбера были за ней. В этот период она приобрела некоторые владения в Индии и Индийском океане. Самые лучшие корабли Компании, такие как Le Soleil, соперничали по размерам с боевыми, и доходили до 1200 тонн водоизмещения. Нужно ли говорить, что они были собственностью короны.
Но со сменой королевских фаворитов и отвлечением нового короля на другие заботы сказались все недостатки коронного владения. Деньги направлялись на другие проекты, корабли произвольно реквизировались короной, Компания подвергалась ненужным реорганизациям, от неё требовали взносов в казну, несоразмерных с её возможностями. Уже в XVIII веке лучшие французские ост-индцы один за другим забирали в военно-морской флот. Окончательно добила её Семилетняя война, а особенно поражения на море 1759 года. Последняя волна реквизиций прошла в 1770 году, в связи с Фолклендским кризисом. Так, при острове Уэссан были сразу три бывших ост-индских корабля: L’Actionnaire, L’Indien и Bienaimé.

### Другие страны
Португалия открыла для европейцев индийскую торговлю и первой из всех проникла на индийский рынок. Однако она была нацелена столько же на завоевание и грабёж, сколько на обмен. К тому же закрепиться достаточно надежно она не смогла, и потому надобности в специальном корабле не возникло. Её ост-индцы не отличались от других торговых кораблей. Они и упоминаются только потому, что в 1494 году португальская корона заявила монополию на торговлю с Ост-Индией. Собственной ост-индской компании у неё долго не было.
Швеция за всю короткую переменчивую историю своей ост-индской торговли (83 года с перерывами) построила около 40 кораблей, из которых самый большой доходил до 1300 тонн. Вначале они напоминали переходный тип от галеона к линейному кораблю, позже двухдечный корабль. Предполагалось, что их можно использовать также для военных целей, и их вооружение было довольно мощным для торговых (до 60 пушек). Борта их, однако, были не так толсты, как у регулярных кораблей, и потому меньше приспособлены выдерживать обстрел. Компания владела ими непосредственно. Известен один случай, когда Компании достался корабль, исходно строившийся как военный.
Дания — её Компания, организованная по образцу британской, находилась под прямым покровительством короля, и постоянно пользовалась защитой датского флота. Но размах действий не шёл ни в какое сравнение с конкурентами. Её ост-индские корабли были во всем схожи с обычными, а число их никогда не превосходило десятка. Все они были собственностью короны и занимались ост-индской торговлей только эпизодически, в промежутках между службой в Европе.
Соединенные Штаты — хотя ничего похожего на ост-индскую компанию в США не было, и предприимчивые американцы извлекали прибыли именно в обход монополий, некоторые торговые корабли, часто ходившие на Восток, там назывались ост-индскими.

## Другие типы кораблей в ост-индской торговле
Помимо собственно ост-индцев, в Индии появлялись или строились и другие. Они распадаются на несколько основных категорий.
- Военные (англ. Warship). Британская Ост-Индская компания поддерживала собственный «частный» флот, его корабли не считались ост-индцами и были в собственности Компании. Их задачей было защищать интересы Компании военной силой. Их второстепенную, по сравнению с торговыми, роль подчёркивает и то, что их капитаны считались по званию младше капитанов ост-индцев. Среди них были несколько фрегатов, а большинство составляли шлюпы и бриги. Обычно они представляли собой уменьшенные версии казённых боевых кораблей. Позже, в XIX веке, в Британии стали строить на заказ войсковые транспорты и другие специальные корабли. Случалось, что их передавали или сдавали в наём Королевскому флоту. Свои боевые корабли были также у голландской компании.

- Лоцманские (англ. Pilot Ship). Прежде всего осуществляли лоцманское обслуживание рейдов, гаваней и рек. Когда же у Компании появилась собственная гидрографическая служба, взяли на себя и эту роль[15].

- Посыльные (англ. Packet Service). Фактически пакетботы на службе Компании. Полагаться на государственную почту можно было не всегда, а обычные корабли были недостаточно быстры, и самые важные пакеты Компания отправляла собственными силами.

- Дополнительные (англ. Extra Ship). Если потребность в тоннаже превосходила возможности ост-индцев, Британская компания нанимала дополнительные, специально оговаривая, делается это на один сезон, или один рейс туда и обратно. На практике, однако, если потребность сохранялась и если корабль показал себя хорошо, его нередко оставляли на несколько сезонов подряд.

- Зафрахтованные (англ. Chartered Ship). При случае, корабль со стороны брали в чартер под определённую цель, как правило (но не всегда), на особых условиях и только на переход в одну сторону. В целом, зафрахтованные корабли брали на более короткий срок, чем дополнительные.

- Новые (англ. New Company Ship). Порождение легальных барьеров. Исходная Английская Ост-Индская компания получила свою хартию от королевы Елизаветы I в 1600 году. Хартия распространялась на ограниченное число торговцев, объединившихся для этой цели. По мере роста и процветания Компании появлялось всё больше желающих вступить в бизнес. В 1688 году новая группа, воспользовавшись восшествием на престол Вильгельма III, добилась похожей хартии для себя, нарушив таким образом монополию. Эта компания получила название Новая Ост-Индская компания, или просто Новая компания. В течение 20 лет она торговала параллельно со старой, но в 1707 году они объединились. Результат стал официально называться «Объединённая компания английских купцов для торговли с Ост-Индией» (англ. United Company of Merchants of England Trading to the East Indies), но для публики осталась просто Ост-Индской.

- Лицензионные (англ. Licensed Ship). Компания строго охраняла свою монополию на право торговли с Индией. Естественно, другие судовладельцы тоже пытались извлечь из неё выгоду. Иногда случалось, что уступая давлению, Компания допускала тот или иной корабль в свою вотчину по особому разрешению, или лицензии. При этом она жёстко ограничивала условия, на которых допускала чужаков: в какой порт им разрешалось заходить, какими товарами торговать, как долго, и так далее. Замеченные в отступлении от условий считались нарушителями, со всеми вытекающими последствиями.

- Частные (англ. Country Ship). Не принадлежавшие Компании «купцы» местных судовладельцев, приписанные к индийским портам и выполнявшие каботажные перевозки между ними (англ. Country Trade), а позже и на Дальний Восток. Помимо этого, часто поддерживали тесные связи с Компанией и собирали мелкие партии товара по отдалённым гаваням и свозили в большие порты для перегрузки на ост-индцы. Им специально запрещалось делать рейсы с грузом в Европу.

- Нарушители (англ. Interloper). Нарушители монополии Компании, пытавшиеся получить прибыль в обход установленных ею порядков. С ними обращались жёстко — они подлежали произвольному досмотру и конфискации на усмотрение военных кораблей Компании. Наказания для команд были весьма суровы.